# Fredrik Bajer
Fredrik Bajer (Nästved, Dinamarca, 21 de abril de 1837 - Copenhague, 22 de enero de 1922). Escritor y pacifista danés, premio Nobel de la Paz en 1908.

## Vida y obra
Hijo de un clérigo, Bajer fue oficial de la Armada danesa, luchando en 1864 en la guerra contra Prusia y Austria, donde alcanzó el grado de teniente primero. Fue desmovilizado en 1865 y se trasladó a Copenhague, donde trabajó como profesor, traductor y escritor.
Entró en política y obtuvo un escaño para el Parlamento danés en 1872, que mantendría en los siguientes 23 años. Apoyó numerosas organizaciones pacifistas, tanto en Dinamarca como en toda Europa, ayudando en el camino de un arbitraje pacífico entre Suecia y Noruega.
En 1882 fue fundador de la Unión Danesa de la Paz y en 1891 de la Oficina Internacional de la Paz de Berna. 
Compartió en 1908 el premio Nobel de la Paz con Klas Pontus Arnoldson. Publicó obras como El sistema de neutralidad escandinavo (1906).